# Сољ-Иљецк
Сољ-Иљецк (рус. Соль-Илецк) град је у Русији у Оренбуршкој области.

## Становништво
| 1939.  | 1959.  | 1970.  | 1979.  | 1989.  | 2002.  | 2010.  |
| ------ | ------ | ------ | ------ | ------ | ------ | ------ |
| 15.019 | 21.614 | 22.277 | 21.674 | 23.836 | 26.883 | 28.377 |